# Antonio Bazzini
Antonio Bazzini (Brescia (Llombardia), 11 de març, 1818 – Milà (Llombardia), 10 de febrer, 1897), va ser un compositor i violinista italià.
Antonio Bazzini, va ser deixeble de Faustino Camisani. A partir de 1843, durant quatre anys, va estudiar a Leipzig, on va aprofundir en el coneixement de l'obra de Bach i Beethoven. En la primera part de la seva carrera es va dedicar principalment a l'activitat concertística, que el va portar a Alemanya, Dinamarca, França, Espanya i Polònia. A l'estranger va tenir l'oportunitat d'aprofundir en els seus coneixements de la música instrumental europea.
En tornar a Itàlia, es dedicà a la composició, aprofitant la seva experiència internacional i contribuint a impulsar el renaixement de la música instrumental a Itàlia. A partir de 1873 va ensenyar composició al conservatori de Milà, del qual va ser director el 1882. Entre els seus alumnes hi havia Giacomo Puccini i Alfredo Catalani. Autor d'una única òpera, Turanda, sobre el mateix tema musicat molts anys més tard per Busoni i Puccini, la seva activitat com a compositor es va orientar cap al repertori simfònic i de cambra, instrumental i vocal. Al seu instrument va dedicar quatre concerts i nombroses peces virtuoses.
De jove va ser animat per Paganini (que va influir en el seu estil), més tard va ser elogiat per Schumann i Mendelssohn.

## Composicions
(llista parcial)
- Turanda, òpera extreta de Turandot de Carlo Gozzi (Milà, llibret d'Antonio Gazzoletti, Teatro alla Scala, 13 de gener 1867)
- Saul, obertura (1867)
- La Ronde des lutins (La Ridda dei folletti), scherzo fantastic per a violí, amb acompanyament de piano, op. 25
- Concert per a violí i orquestra n.4, en la menor, op. 38
- Concert per a violí i orquestra n.5 Militare, op. 42
- Tre morceaux en forme de sonate per a violí i piano, op. 44
- Sonata per violí i piano en mi menor op. 55
- Re Lear, obertura op. 68 (1871)
- Quartetto per arcs n. 1 en do major (1864)
- Quartetto per arcs n. 2 en re menor op. 75
- Quartetto per arcs n. 3 en mi bemoll major op. 76
- Francesca da Rimini, poema simfònic en mi menor op. 77 (1879 - segona versió 1885)
- Quartetto per arcs n. 4 en sol major op. 79
- Quartetto per arcs n. 5 en fa menor op. 80
- Quartetto per arcs n. 6 en fa major
- Scherzo variato per violí i orquestra d'arcs del seu tema Invitació a la dansa de Carl Maria von Weber
- Sinfonia in Fa maggiore (ed. crítica de Marino Pessina; estrenada pòstumament el 3 de desembre de 2012 al "Teatro Grande" de Brescia)